# Referendum costituzionale in Turchia del 1961
Il referendum costituzionale in Turchia del 1961 si svolse il  9 luglio 1961, per approvare la nuova Costituzione della Turchia  redatta dopo il colpo di Stato dell'anno precedente, in sostituzione di quella del 1924. Il referendum fu approvato dal 61,7% dei votanti, con un'affluenza dell'81,0%.

## Campagna referendaria
Il Comitato di unità nazionale e il suo presidente Cemal Gürsel, salito al potere dopo il golpe del 1960, hanno sostenuto il voto "sì". La campagna referendaria è stato descritta come un processo in cui "la propaganda del 'sì' era libera e legittima, mentre la propaganda del "no", pur legalmente libera, era de facto proibita. Il Partito Repubblicano del Popolo e il Partito Repubblicano della Nazione Contadina, che hanno sostenuto il colpo di stato, hanno fatto propaganda del "sì". Uno dei partiti che rappresentano la tradizione del disciolto Partito Democratico, il Partito Nuova Turchia, ha anche difeso il "sì". Il Parrito della Giustizia inizialmente si astenne, ma poi ha fatto propaganda del "sì" dopo le critiche a cui è stato esposto e le accuse di "comunismo" nei media. Si pensa che questo atteggiamento del partito sia avvenuto per evitarne la chiusura.
Le risorse statali sono state utilizzate per la propaganda del "sì" durante il processo referendario. A Istanbul un gruppo comprendente il governatore, il sindaco, il comandante della legge marziale e membri della Camera dei rappresentanti ha preso parte alla pianificazione della campagna per il "sì". Attività simili sono state svolte da dirigenti, governatori distrettuali e insegnanti. Nel quadro della stretta relazione stabilita dai golpisti con i giovani, anche la Federazione nazionale degli studenti della Turchia e l'Organizzazione nazionale della gioventù della Turchia hanno fatto propaganda del "sì" in tutto il paese.
D'altra parte, poiché i membri del disciolto Partito Democratico non potevano fare una campagna aperta per il "no", hanno usato un metodo di propaganda segreta.

## Risultati
| Scelta               | Voti       | %    |
| -------------------- | ---------- | ---- |
| Sì                   | 6.348.092  | 61,7 |
| No                   | 3.933.944  | 38,3 |
| Totale voti validi   | 10.282.036 | 99,7 |
| Schede bianche/nulle | 39.075     | 0,3  |
| Votanti/affluenza    | 10.321.111 |      |
| Elettori registrati  |            |      |